# Gerda Uddgren
Gerda Sofia Uddgren, född 24 juni 1875 i Stockholm, död 19 december 1961 i Engelbrekts församling i Stockholm, var en svensk oftalmolog.
Efter studentexamen 1896 blev Uddgren medicine kandidat vid Karolinska institutet 1900, medicine licentiat 1904, disputerade för medicine doktorsgraden 1918 och promoverades 1919. Hon var extra ordinarie amanuens vid Serafimerlasarettets patologiska institution 1901–02, extra amanuens vid Serafimerlasarettets ögonklinik 1903–04, amanuens vid ögonpolikliniken där 1904, dito vid ögonkliniken 1904–06 och vid polikliniken 1906–07. Hon var praktiserande ögonläkare i Stockholm från 1906, läkare vid allmänna poliklinikens avdelning för ögonsjukdomar från samma år och konsulterande ögonläkare vid Sankt Eriks sjukhus från 1919. Uddgren är begravd på Norra begravningsplatsen utanför Stockholm.